# Macintosh File System
Macintosh File System (MFS) es un formato de volumen (o sistema de archivos) creado por Apple Computer para almacenar archivos en disquetes de 400K. MFS fue introducido con el Macintosh 128K en enero de 1984.
MFS era notable tanto por introducir los fork de recurso para permitir el almacenamiento de datos estructurados así como por almacenar metadatos necesitados para el funcionamiento de la interfaz gráfica de usuario de Mac OS. MFS permite que los nombres de archivo tengan una longitud de hasta 255 caracteres, aunque Finder no permite que los usuarios creen nombres de más de 63 caracteres de longitud. A MFS se le denomina como sistema de archivo plano porque no admite carpetas.
Apple introdujo el HFS como reemplazo para MFS en septiembre de 1985. En Mac OS 7.6.1, Apple dejó de prestar servicio de escritura en volúmenes MFS, y en Mac OS 8 fue quitado en conjunto la compatibilidad con volúmenes MFS.
- Datos: Q4043554